# Amensalismo
El amensalismo es la interacción biológica que se produce cuando un organismo se ve perjudicado en la relación y el otro no experimenta ninguna alteración, es decir, la relación le resulta neutra.
El amensalismo cuenta con un caso particular, el antagonismo, que es una relación negativa: se basa en la producción de sustancias tóxicas o en la creación de condiciones intolerables para otras poblaciones por parte de los microorganismos. Un grupo particular de tóxicos lo constituyen los antibióticos (del griego anti ‘contra’, y bios ‘vida’). Algunos antibióticos son producidos por seres vivos tales como bacterias, hongos, y esporas. La penicilina es quizás el mejor antibiótico conocido.
El amensalismo puede conducir a la localización de un hábitat cuando un organismo se ha establecido en este, y esto puede impedir que otras poblaciones sobrevivan en él. Es tanto así que las poblaciones son capaces de producir y tolerar concentraciones altas de ácido láctico donde pueden modificar tanto el hábitat que hacen imposible el crecimiento a otras poblaciones.

## Ejemplos
Éstos son algunos ejemplos de amensalismo:
- Hongo Penicillium y bacterias: este hongo produce una sustancia denominada penicilina que impide el crecimiento de las bacterias.
- Los eucaliptos, que liberan sustancias que acidifican el suelo e impiden que otros organismos se desarrollen en su entorno.